# 11 Bootis
11 Bootis, som är stjärnans Flamsteed-beteckning, är en ensam stjärna i den sydvästra delen av stjärnbilden Björnvaktaren. Den har en skenbar magnitud på ca 6,23 och är mycket svagt synlig för blotta ögat där ljusföroreningar ej förekommer. Baserat på parallaxmätning inom Hipparcosuppdraget på ca 9,8 mas, beräknas den befinna sig på ett avstånd på ca 297 ljusår (ca 91 parsek) från solen. Stjärnan rör sig närmare solen med en heliocentrisk radiell hastighet av ca -24 km/s.

## Egenskaper
11 Bootis är en vit till blåvit jättestjärna av spektralklass A7 III,. Den har en massa som är ca 1,7 gånger solens massa, en radie som är ca 2,6 gånger större än solens och utsänder ca 22 gånger mera energi än solen från dess fotosfär vid en effektiv temperatur på ca 8 000 K.